# 胡兹达尔

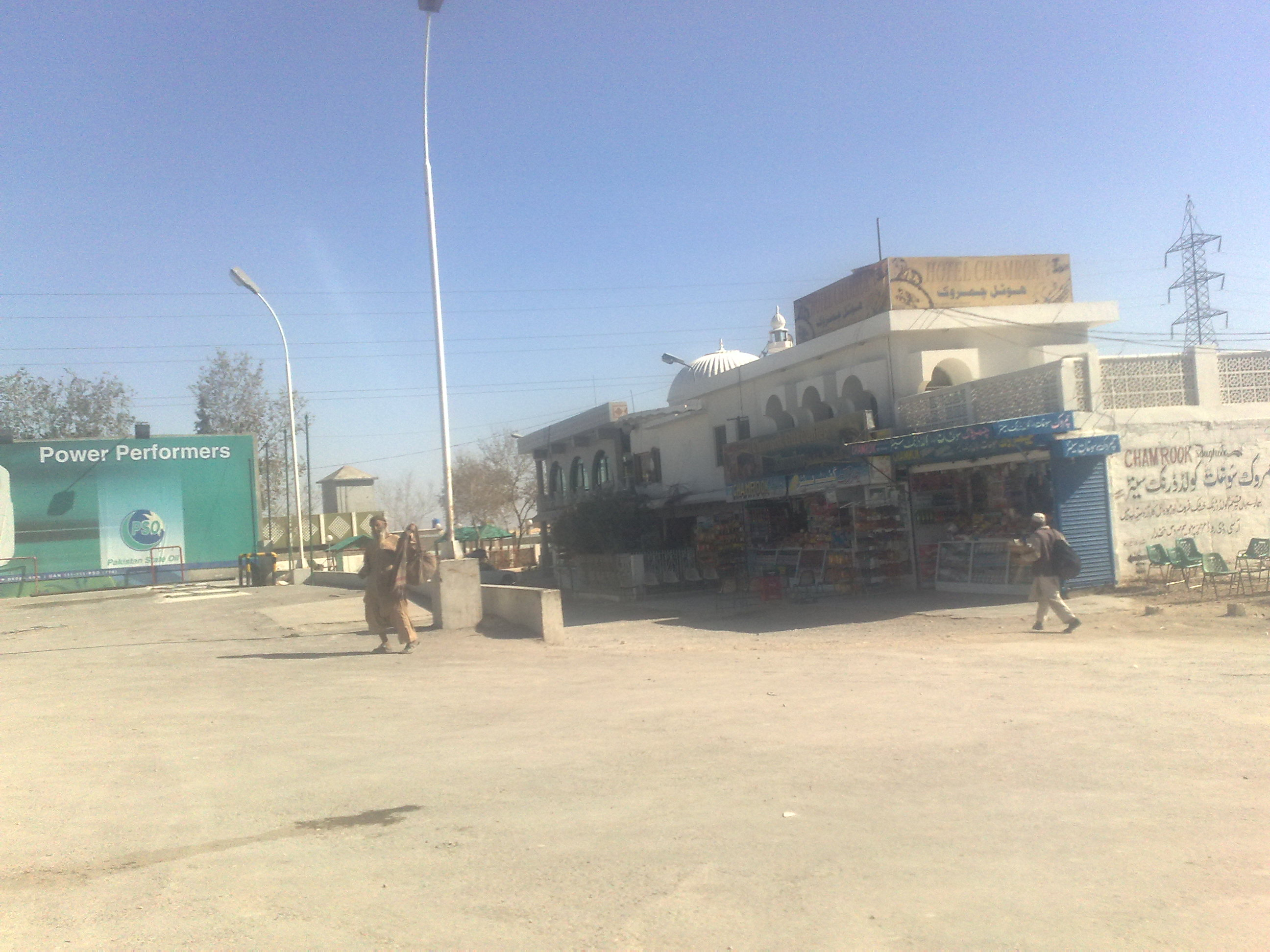
Khuzdar

苦思答儿是巴基斯坦俾路支省苦思答儿区的首府。人口约525,000 。大部分居民信奉伊斯兰教。苦思答儿有一机场KDD。
27°48′N 66°37′E / 27.800°N 66.617°E